# Claude François Auguste Mesgrigny
Claude François Auguste Mesgrigny, né le 17 avril 1836 à Paris où il est mort le 10 juillet 1884, est un peintre français.

## Biographie
Claude François Auguste de Mesgrigny est le fils d'Edmond Edmé Bruno marquis de Mesgrigny et de Rosalie Faustine Pagès.
Célibataire, il est le dernier marquis de Mesgrigny
Il meurt à son domicile de la rue d'Astorg à l'âge de 48 ans.